# 齊藤紀子
齊藤 紀子（さいとう のりこ）は、テレビプロデューサー。

## 略歴
- 東京都立上野高等学校から上智大学文学部に進学。

## 現在の担当番組
- ミューズの晩餐

## 過去の担当番組

### AD
- クイズところ変われば!?
- 愛ラブSMAP
- 徳光のテレビコロンブス
- 水着でkiss me
- テレビの主役

### ディレクター
- 演歌の花道
- 夏祭りにっぽんの歌
- 年忘れにっぽんの歌
- 歌のヒットステージ
- 演歌初春歌ごよみ
- 徳光＆コロッケの名曲の時間です

### プロデューサー
- たけしの誰でもピカソ
- 美の巨人たち
- ミューズの晩餐
- ミューズの楽譜（スコア）
- モーツァルトの謎
- イチオシ
- Café Le Psyence
- 東山魁夷特番
- オルセー美術館